# Erol Yılmaz Akçal
Erol Yılmaz Akçal (* 1931 in Diyarbakır; † 8. Januar 2016) war ein türkischer Politiker der Gerechtigkeitspartei AP (Adalet Partisi), der zwischen 1961 und 1973 Mitglied der Großen Nationalversammlung der Türkei sowie von 1971 bis 1973 Minister für Tourismus und Presse war.

## Leben
Erol Yılmaz Akçal ist der Sohn des Politikers İzzet Akçal (1906–1987), der langjähriges Mitglied der Nationalversammlung sowie im Kabinett Menderes V zwischen 1959 und 1960 Staatsminister war, sowie ein Cousin des Politikers Mesut Yılmaz (1947–2020), der drei Mal Ministerpräsident der Türkei war. Er selbst absolvierte ein Studium der Rechtswissenschaften an der Juristischen Fakultät der Universität Ankara. Er absolvierte zudem ein Studium im Fach Internationale Beziehungen am City College of New York (CCNY). Nach Abschluss seines Studiums war er als Rechtsanwalt sowie als Beamter in der Abteilung Internationale Beziehungen und Außenhandel des Handelsministeriums.
Bei der Wahl zur Nationalversammlung am 15. Oktober 1961 wurde Akçal für die Gerechtigkeitspartei AP (Adalet Partisi) zum Mitglied der Großen Nationalversammlung TBMM (Türkiye Büyük Millet Meclisi) gewählt und gehörte dieser als Vertreter von Rize nach seiner Wiederwahl am 10. Oktober 1965 und 12. Oktober 1969 in der zwölften, 13. und 14. Legislaturperiode vom 25. Oktober 1961 bis zum 14. Oktober 1973 an. Er war zeitweise auch Mitglied und stellvertretender Präsident der Parlamentarischen Versammlung des Europarates
Am 26. März 1971 wurde Erol Yılmaz Akçal im Kabinett Erim I Minister für Tourismus und Presse (Turizm ve Tanıtma Bakanı) und bekleidete dieses Ministeramt vom 11. Dezember 1971 bis zum 22. Mai 1972 auch im Kabinett Erim II, der 34. Regierung, sowie vom 22. Mai 1972 bis zum 15. April 1973 auch in der darauf folgenden 35. Regierung, dem Kabinett Melen. Er arbeitete zudem als Berater der Generalversammlung der Vereinten Nationen. Er war verheiratet und Vater eines Kindes.